# Der Taubentunnel

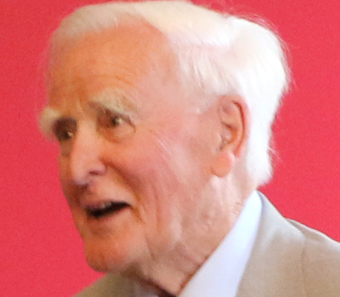
John le Carré (2017)

Der Taubentunnel. Geschichten aus meinem Leben ist ein autobiographisches Buch von John le Carré, das 2016 als The Pigeon Tunnel. Stories from My Life im englischsprachigen Original bei Viking Books erschien erschien und 2017 auf Deutsch als Taschenbuch im Ullstein Verlag herauskam; die deutschsprachige Hardcover-Ausgabe war in der Übersetzung durch Peter Torberg wie die Originalausgabe bereits 2016 erschienen. Darin schildert der Autor in unverbundenen Episoden Begegnungen und Begebenheiten aus seinem Leben, die oft an den Schauplätzen seiner Romane spielen.

## Inhalt
Der Taubentunnel nannte le Carré sein Buch in Erinnerung an die Schießanlage eines Sportclubs, der zu einem Casino in Monte Carlo gehörte, das er mit seinem Vater besucht hatte. Ein Taubentunnel war Teil dieser Schießanlage. Durch den stockdunklen Tunnel trieb man Tauben, die auf dem Dach des Hauses gezüchtet wurden, an einen Küstenvorsprung. Wenn sie dann zum mediterranen Himmel aufstiegen, wurden sie Ziel der Schrotflintenschützen. Diejenigen Vögel, die überlebten, kehrten auf das Dach in den Taubenschlag zurück. Alles begann von Neuem. Le Carré beendet seine Erklärung des Buchtitels im Vorwort mit: „Warum mir dieses Bild nun schon so lange nachgeht, können Sie als Leser womöglich besser beurteilen, als ich es kann.“
Das Buch enthält nach Vorwort und Einleitung 38 Episoden, von denen acht bereits an anderer Stelle veröffentlicht wurden.
In den Episoden berichtet le Carré unter anderem aus seiner Zeit als Zweiter Sekretär der britischen Botschaft in Bonn und schildert, wie viele Altnazis sich in der damaligen Bundeshauptstadt in Amt und Würden befanden und erzählt vom Besuch des SPD-Verteidigungsexperten Fritz Erler beim amtsmüden und geistig abwesenden britischen Premierminister Harold Macmillan, bei dem er als diplomatischer Begleiter des deutschen Politikers fungierte. Erlers Fazit der Unterredung war: „Dieser Mann ist nicht mehr regierungsfähig.“. Eine Episode gilt seiner Bonner Begegnung mit einem russischen Botschaftsangehörigen, der, wie es schien, zu den Briten überlaufen wollte, es dann aber doch nicht tat. Le Carré sah ihn nie wieder. Jahrzehnte später besucht er den Präsidenten des Bundesnachrichtendienstes, August Hanning, in dessen Dienstvilla in Pullach, in der einst der Hitler-Vertraute Martin Bormann wohnte. Kurz vor dem Arbeitsfrühstück mit dem Präsidenten sieht er in der Haupteingangshalle an der „Ruhmeswand“ zwei Gesichter aus der Vergangenheit: Wilhelm Canaris und Reinhard Gehlen. Le Carré hat kein Verständnis für Hannings lange Weigerung, den unschuldig in Guantanamo inhaftierten Murat Kurnaz nach Deutschland zurückzulassen. Mit dem trifft der Autor sich in der nächsten Episode in einem Bremer Hotel.

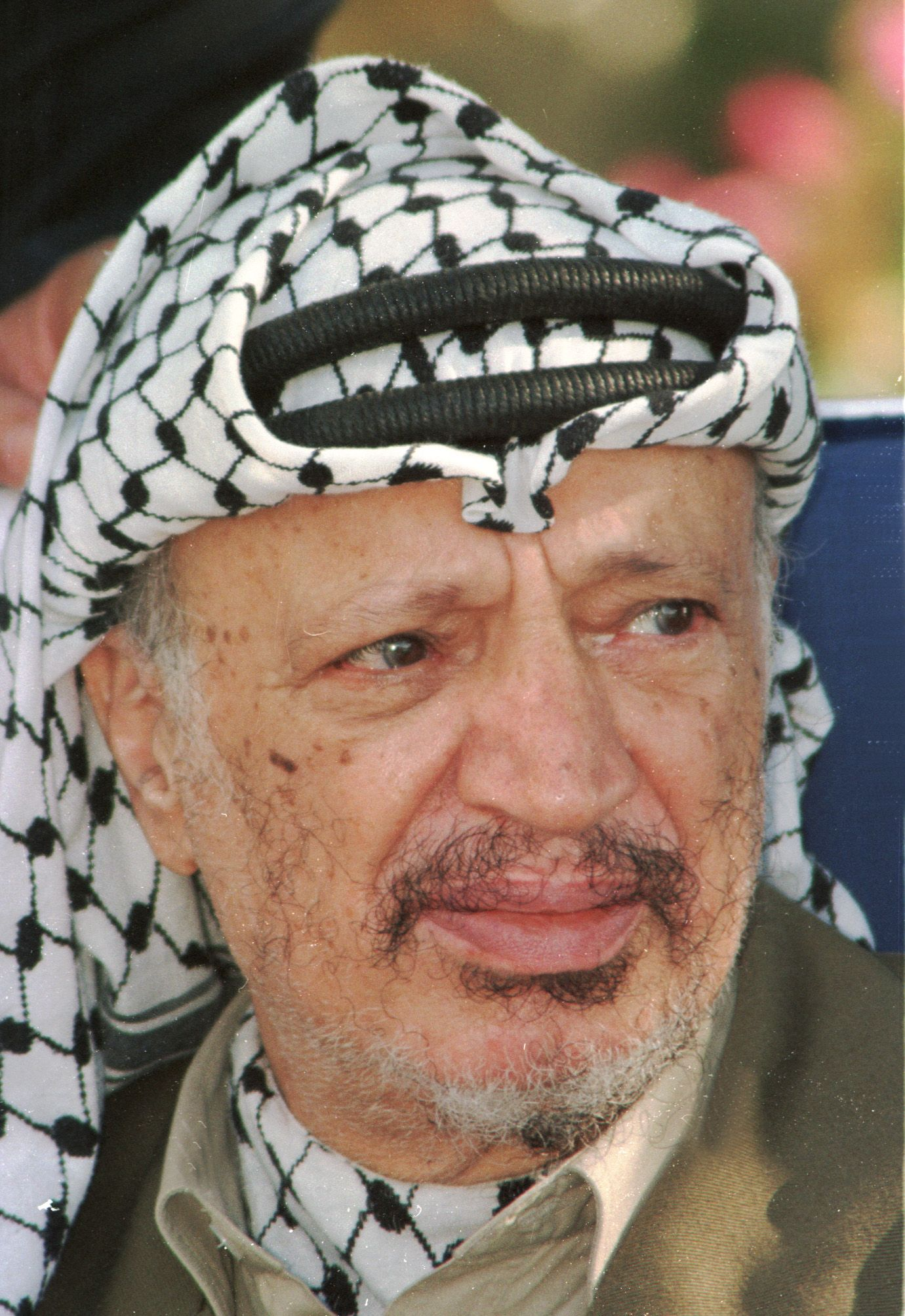
Jassir Arafat; John le Carré besuchte ihn zweimal.

Weiter schildert le Carré seine Besuche bei Jassir Arafat im Libanon und in Tunesien. Es folgt die Schilderung des ihm vom israelischen Inlandsgeheimdienst Schin Bet ermöglichten Treffens mit einer deutschen Terroristin in einem Geheimgefängnis. Außerdem berichtet le Carré von zwei Kontakten mit ehemaligen KGB-Chefs in Moskau, Treffen mit Opium-Schmugglern in Vietnam und Warlords im Kongo, aber auch von seinen Begegnungen mit Alec Guinness und Richard Burton, die Rollen in den Verfilmungen seiner Romane übernahmen.
Laut Perlentaucher-Kolumnistin Thekla Dannenberg mache le Carré aus seinem Faible für die Mächtigen und Einflussreichen, die sich auch gern mit ihm treffen, keinen Hehl. Er lasse sie reden und nicke ihnen aufmunternd zu. Nie verliere er die Contenance, selbst beim Treffen mit Rupert Murdoch springe noch eine amüsante Anekdote heraus. Doch eine große Ausnahme gebe es: Über seinen Vater schreibe le Carré zwar immer noch in formvollendet-eleganter Prosa, doch hier rücke wieder echtes Gefühl an die Stelle des britischen Humors. In dieser Passage am Ende der Erinnerungen werde erkennbar, was für eine grausame Kindheit am Beginn dieses Schriftstellerlebens stand. „Die Mutter hatte die Familie verlassen, als er fünf Jahre alt war. Sein betrügerischer Vater lehrte ihn – noch vor allen Ausbildern beim Geheimdienst – Ausflüchte, Verschwiegenheit und Täuschungsmanöver.“

## Rezeption
Marcus Müntefering (Der Spiegel) stellt fest, dass le Carré sich für die unterhaltsamste Form der Lebenserzählung entschieden hat, „eine Art Best-of“, erzählt im Partyplauderton. Er nehme die Leser auf eine Reise an die Schauplätze seiner Bücher mit. Die Schilderungen hätten eine beeindruckende „Promidichte“. Doch während andere Autoren permanent prosagewordene Ausrufezeichen hinter eine solche Namensliste setzen würden, verliere le Carré nie die erzählerische Contenance. Mit einer Ausnahme: Als er von seinem berüchtigten Vater erzählt.
Für Franziska Augstein (Süddeutsche Zeitung) gehört Der Taubentunnel zu den schönsten und besten autobiografischen Büchern, die aufzutreiben sind. Anders als andere Memoirenschreiber verschwende le Carré die Zeit der Leser nicht damit, aufzuzählen welche Auszeichnungen er wann und wo erhalten hat, wann er in welcher Diskussion mit dem berühmten Herrn X oder der bedeutenden Frau Y am Ende Recht behalten hat. Er wolle sich selbst weder preisen noch rechtfertigen. Nein, sein Anliegen sei ein anderes: In erster Linie die Unterhaltung seiner Leser.
Gina Thomas (Frankfurter Allgemeine Zeitung) notiert, dass le Carré fast jede Begegnung in seinem Buch als Theaterszene mit witzig zugespitzten Dialogen und oft possenhaften Zügen inszeniert. Mal sei er Mitspieler, mal Beobachter, dessen trainierter Agentenblick überall Pferdefüße sieht. Als Regisseur des Stücks über sich selbst behalte er alle Stränge in der Hand und gebe nur so viel preis, wie ihm behagt. Das sei nicht viel, und selbst dort, wo es ins Persönliche gehe wie beim großartigen Porträt seines Vaters, wirkten die Grenzen zwischen Wahrheit und bewusst oder unbewusst dichtender Erinnerung verschwommen. Le Carré beherrsche nicht nur die Kunst des Fabulierens, er sei auch ein meisterhafter Spurenverwischer.